# انتشار گسترده
انتشار گسترده (انگلیسی: Wide release) اصطلاحی در صنعت فیلم ایالات متحده آمریکا برای فیلم‌هایی است که به صورت ملی پخش می‌شوند در مقابل پخش محدود در سینماهایی در شهرهایی مانند نیویورک و لس آنجلس. فیلمی دارای انتشار گسترده است که در دست‌کم ۶۰۰ سالن سینما، در آمریکا و کانادا به نمایش درآید. 
در آمریکا، فیلم‌هایی که دارای درجه NC-17 هستند، به صورت گسترده منتشر نمی‌شوند. از استثناهای این اتفاق می‌توان به فیلم دختران شو (۱۹۹۵) اشاره کرد که با این درجه، به صورت گسترده منتشر شد. 
این اصطلاح گاه به صورت غیررسمی، در معناهای اختصاصی به کار می‌رود. برای مثال، یک فیلم مستند یا هنری می‌تواند در یک سالن سینما در ۱۵ یا ۲۰ شهر بزرگ آمریکا پخش شود و گفته شود فیلم به صورت گسترده منتشر شده است. 